# كولبي لويس
كولبي لويس (بالإنجليزية: Colby Lewis)‏ هو لاعب كرة قاعدة أمريكي، ولد في 2 أغسطس 1979 في بيكرسفيلد في الولايات المتحدة.

## وصلات خارجية
- كولبي لويس على موقع دوري كرة القاعدة الرئيسي (الإنجليزية)
- كولبي لويس على موقع الدوري الياباني لكرة القاعدة (الإنجليزية)
- كولبي لويس على موقعبيزبول رفرنس.كوم (الدوري الرئيسي) (الإنجليزية)
- كولبي لويس على موقعبيزبول رفرنس.كوم (الدوري الثانوي) (الإنجليزية)
- كولبي لويس على موقع إي إس بي إن.كوم (أم.أل.بي) (الإنجليزية)
- كولبي لويس على موقع مشجعي الرسوم البيانية (الإنجليزية)